# Josef Venc

Vůz Josefa Vence v sezóně 1993

Josef Venc (* 6. května 1966 v Havlíčkově Brodě) je český automobilový závodník.

## Kariéra
Venc začal svou kariéru v závodech do vrchu, kde jezdil od roku 1988 do roku 1994. V roce 1991 nastoupil do Českého poháru Ford Fiesta Cup a skončil na čtvrtém místě. V letech 1991 a 1992 nastoupil do DTM v domácím závodě v Brně, v roce 1993 v DTM skončil 20. s jedním bodem. V roce 1994 se přestěhoval do poháru Peugeot 306 a skončil čtvrtý. V roce 1995 nastoupil do německého Super Touring Car Cupu a byl v celkovém pořadí na 22. místě, také v Českém šampionátu cestovních vozů a skončil sedmý v celkovém pořadí. V roce 1996 zůstal věrný této sérii a stal se mistrem. V letech 1997 a 1998 šel do středoevropského šampionátu cestovních vozů a v obou letech se stal šampiónem. V roce 1999 jezdil v Českém poháru Ford Puma. V roce 2000 působil ve vytrvalostních závodech. V letech 2001 až 2005 působil jednorázově v závodech FIA GT ve třídách NGT a GT2.

## Výsledky

### DTM
| Rok  | Team              | Vůz                    | 1        | 2        | 3        | 4        | 5        | 6        | 7        | 8         | 9        | 10       | 11        | 12       | 13       | 14       | 15        | 16        | 17       | 18       | 19       | 20       | 21        | 22        | 23    | 24    | Pos.      | Pts |
| ---- | ----------------- | ---------------------- | -------- | -------- | -------- | -------- | -------- | -------- | -------- | --------- | -------- | -------- | --------- | -------- | -------- | -------- | --------- | --------- | -------- | -------- | -------- | -------- | --------- | --------- | ----- | ----- | --------- | --- |
| 1991 | Team Vaníček      | BMW M3 Sport Evolution | ZOL 1    | ZOL 2    | HOC 1    | HOC 2    | NÜR 1    | NÜR 2    | AVU 1    | AVU 2     | WUN 1    | WUN 2    | NOR 1     | NOR 2    | DIE 1    | DIE 2    | NÜR 1     | NÜR 2     | ALE 1    | ALE 2    | HOC 1    | HOC 2    | BRN 1 27  | BRN 2 Ret | DON 1 | DON 2 | 30. místo | 0   |
| 1992 | Kaučuk Motorsport | BMW M3 Sport Evolution | ZOL 1    | ZOL 2    | NÜR 1    | NÜR 2    | WUN 1    | WUN 2    | AVU 1    | AVU 2     | HOC 1    | HOC 2    | NÜR 1     | NÜR 2    | NOR 1    | NOR 2    | BRN 1 12  | BRN 2 16  | DIE 1    | DIE 2    | ALE 1    | ALE 2    | NÜR 1     | NÜR 2     | HOC 1 | HOC 2 | 26. místo | 0   |
| 1993 | Kaučuk Motorsport | BMW M3 Sport Evolution | ZOL 1 17 | ZOL 2 21 | HOC 1 19 | HOC 2 19 | NÜR 1 17 | NÜR 2 10 | WUN 1 13 | WUN 2 Ret | NÜR 1 16 | NÜR 2 14 | NOR 1 Ret | NOR 2 13 | DON 1 14 | DON 2 13 | DIE 1 Ret | DIE 2 Ret | ALE 1 20 | ALE 2 17 | AVU 1 12 | AVU 2 12 | HOC 1 Ret | HOC 2 DNS |       |       | 20. místo | 1b  |

### Super Tourenwagen Cup (STW)
| Rok  | Team              | Vůz      | 1        | 2        | 3        | 4        | 5        | 6        | 7        | 8        | 9        | 10        | 11       | 12       | 13        | 14        | 15        | 16        | Umístění  | Body |
| ---- | ----------------- | -------- | -------- | -------- | -------- | -------- | -------- | -------- | -------- | -------- | -------- | --------- | -------- | -------- | --------- | --------- | --------- | --------- | --------- | ---- |
| 1995 | Kaučuk Motorsport | BMW 318i | ZOL 1 15 | ZOL 2 16 | SPA 1 12 | SPA 2 15 | ÖST 1 24 | ÖST 2 14 | HOC 1 12 | HOC 2 15 | NÜR 1 20 | NÜR 2 Ret | SAL 1 21 | SAL 2 21 | AVU 1 DNS | AVU 2 DNS | NÜR 1 Ret | NÜR 2 DNS | 22. místo | 73b  |